# Can Peixauet (métro de Barcelone)
Can Peixauet est une station de la ligne 9 du métro de Barcelone, dont elle constitue le terminus entre 2009 et 2010.

## Situation sur le réseau
La station se situe sous l'avenue de Can Peixauet (Avinguda de Can Peixauet), sur le territoire de la commune de Santa Coloma de Gramenet. Elle s'intercale entre les stations Bon Pastor et Santa Rosa de la ligne 9 du métro de Barcelone.

## Histoire
La station ouvre au public le 13 décembre 2009, à l'occasion de la mise en service du premier tronçon de la ligne 9.

## Services aux voyageurs

### Accès et accueil
La station dispose de deux voies superposées, dotées chacune d'un quai latéral équipé de portes palières, un aménagement caractéristique de la L9.